# Renate Werwigk-Schneider
Renate Christel Werwigk-Schneider, geb. Großmann (* 1938 in Teupitz oder Königs Wusterhausen) ist eine deutsche Medizinerin und Opfer der SED-Diktatur.

## Leben
Werwigk-Schneiders Vater hatte sowohl evangelische Theologie als auch Medizin studiert und war in der jungen DDR als Arzt tätig. Aufgrund ihrer christlichen Prägung kam sie früh in Konflikt mit den dortigen staatlichen Stellen. So wurde sie als Mitglied der Jungen Gemeinde 1953 vorübergehend von der Erweiterten Oberschule verwiesen. Nach dem Abitur 1956 studierte sie Medizin an der Berliner Humboldt-Universität. Aufgrund ihres kirchlichen Engagements und "Fehlkenntnis in Marxismus-Leninismus" wurde sie vorübergehend von der Universität verwiesen. Nach Staatsexamen und Promotion 1962 unternahm Werwigk-Schneider Anfang 1963 gemeinsam mit ihren Eltern durch einen Tunnel in der Brunnenstraße 45 einen Fluchtversuch zu ihrem zuvor geflohenen Bruder in West-Berlin. Der Plan scheiterte, und die Fluchtpläne wurden verraten. Sie wurde im Februar 1963 in ihrem Haus wie ihr Vater festgenommen, in das Untersuchungsgefängnis nach Potsdam gebracht und schließlich in die Untersuchungshaftanstalt des Ministeriums für Staatssicherheit in Berlin-Hohenschönhausen überstellt. Das Bezirksgericht Rostock verurteilte sie wegen des Fluchtversuches zu zwei Jahren und sechs Monaten Zuchthaus. Sie wurde in die Haftanstalt Frankfurt (Oder) verlegt und dort zur Arbeit als Anstaltsärztin eingeteilt. Nach Entlassung im Sommer 1965 arbeitete sie als Medizinalassistentin und bildete sich in der Kinderklinik in Rangsdorf zur Fachärztin fort.
1967 unternahm sie mit Hilfe eines Freundes einen zweiten Fluchtversuch. Von Bulgarien aus versuchte sie, mit einem gefälschten Pass in die Türkei auszureisen. An der türkischen Grenze wurde sie verhaftet, in das Staatsgefängnis von Sofia gebracht und in die DDR ausgeflogen, wo sie im Dezember 1967 zu weiteren dreieinhalb Jahren Zuchthaus verurteilt wurde. 1968 wurde sie von der Bundesrepublik freigekauft.
Von 1977 bis 2003 betrieb Werwigk-Schneider eine kinderärztliche Praxis in West-Berlin. Sie arbeitet derzeit als Zeitzeugin für die Gedenkstätten Hohenschönhausen, Notaufnahmelager Marienfelde und an der Bernauer Straße und lebt in Berlin.

## Ehrungen
- 2013: Bundesverdienstkreuz am Bande
- 2025: Bundesverdienstkreuz 1. Klasse[4]